# 郜河
郜河，位于中华人民共和国河北省石家庄市行唐县境内，是大沙河左岸支流，发源于县境西北九口子乡花沟村委会墨斗自然村，蜿蜒向东南，流经口头水库、口头镇、上方乡、上碑镇等地区，于县城龙州镇城区西南转东流，于只里乡北高里村东北汇入大沙河。河长69.4千米，流域面积496.5平方千米，年均径流量3000万立方米，主要集中在7～8月。上游主要种植林果，所产红枣闻名全国。